# The Flying Fifty-Five
The Flying Fifty-Five er en britisk stumfilm fra 1924 af A. E. Coleby.

## Medvirkende
- Lionelle Howard som Reggie Cambrey
- Stephanie Stephens som Stella Barrington
- Brian B. Lemon som Fountwell
- Frank Perfitt som Joanh Urquhart
- Lionel d'Aragon som Jacques Gregory
- Bert Darley som Claude Barrington
- Adeline Hayden Coffin